# Zipoetopsis unicolor
Zipoetopsis unicolor is een keversoort uit de familie boktorren (Cerambycidae). De wetenschappelijke naam van de soort is voor het eerst geldig gepubliceerd in 1950 door Breuning.